# پاتنزن
شهر پاتنزن (به آلمانی: Pattensen) در ایالت نیدرزاکسن در کشور آلمان واقع شده‌است.

## نگارخانه

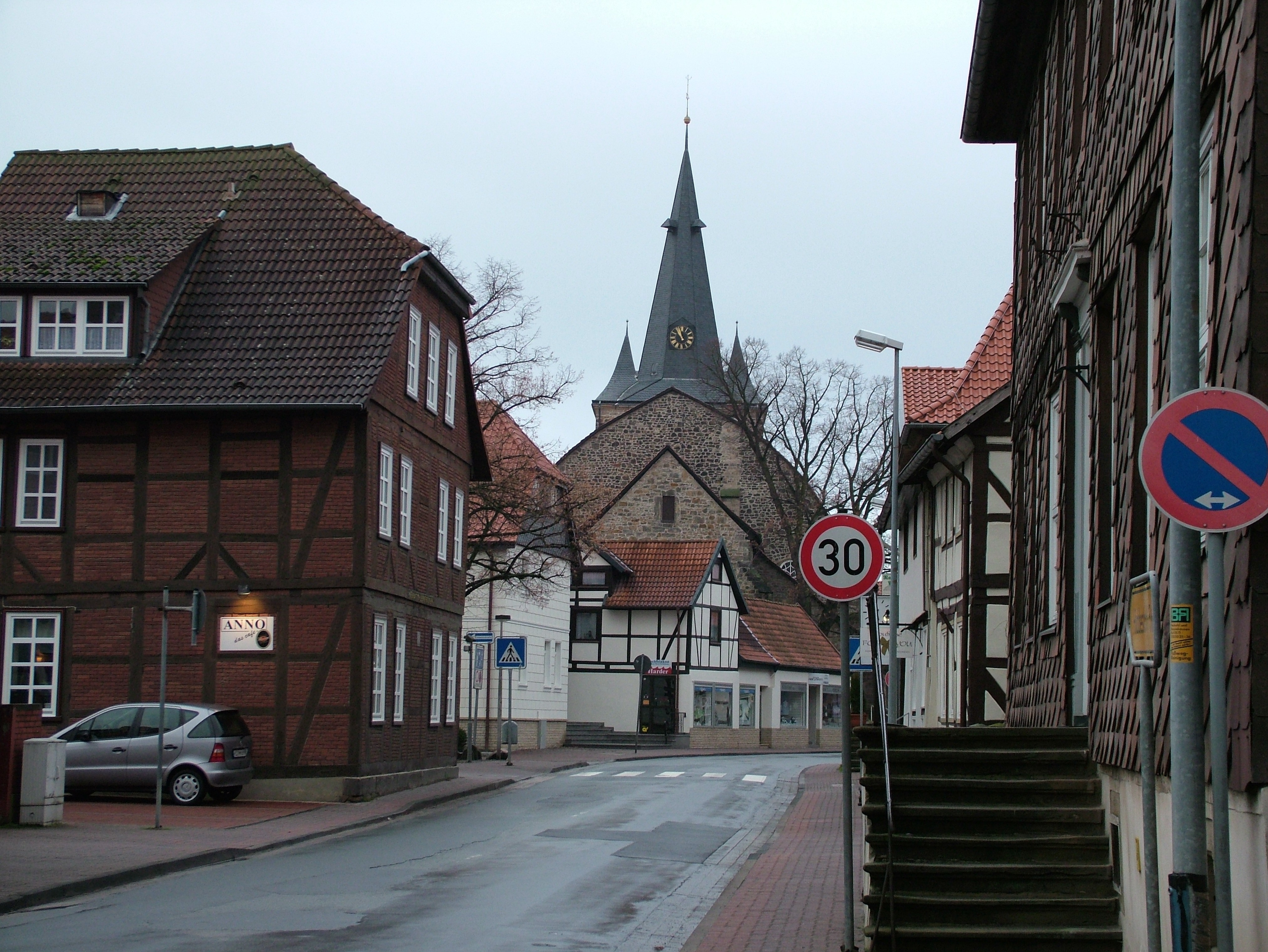
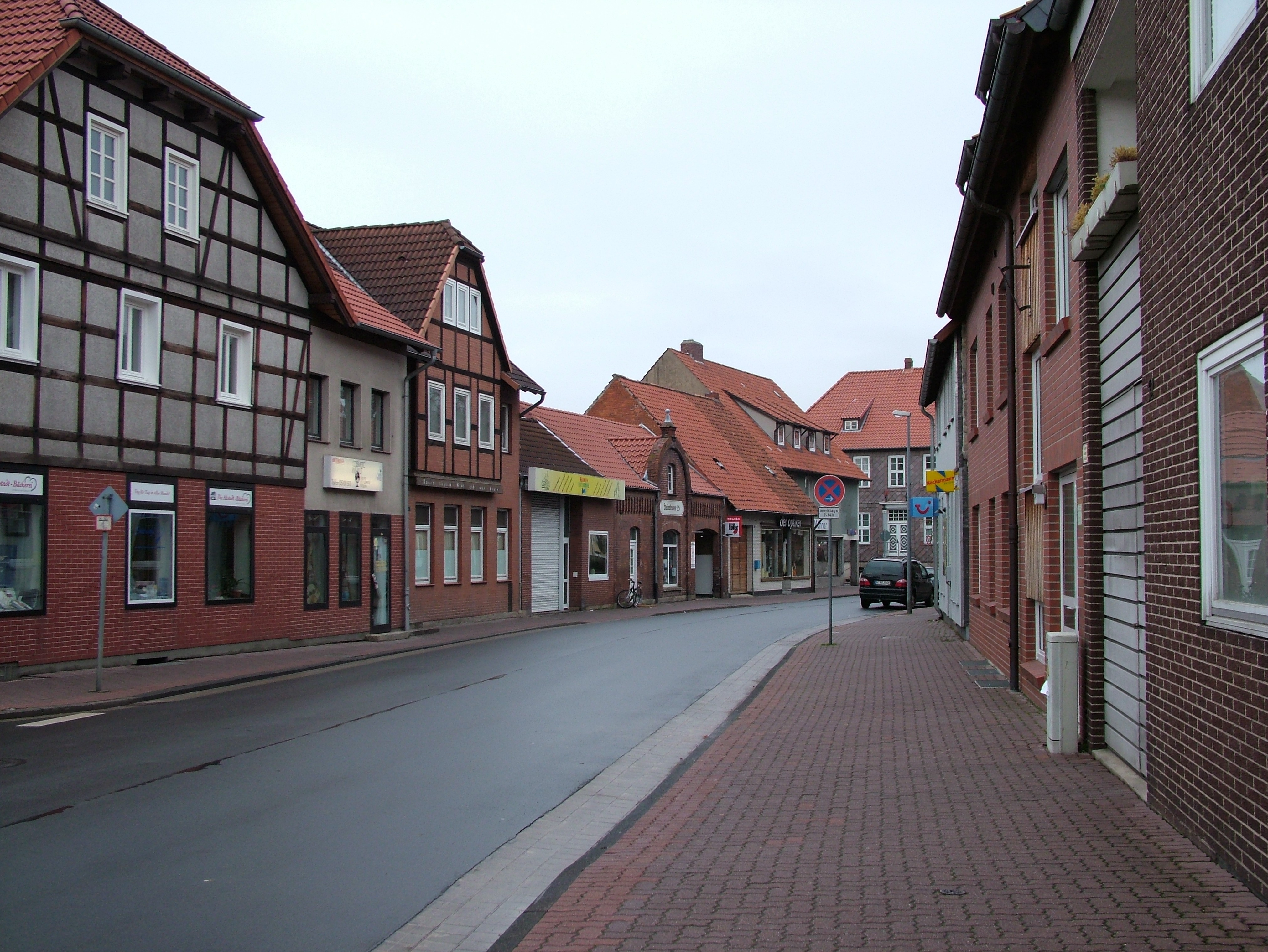
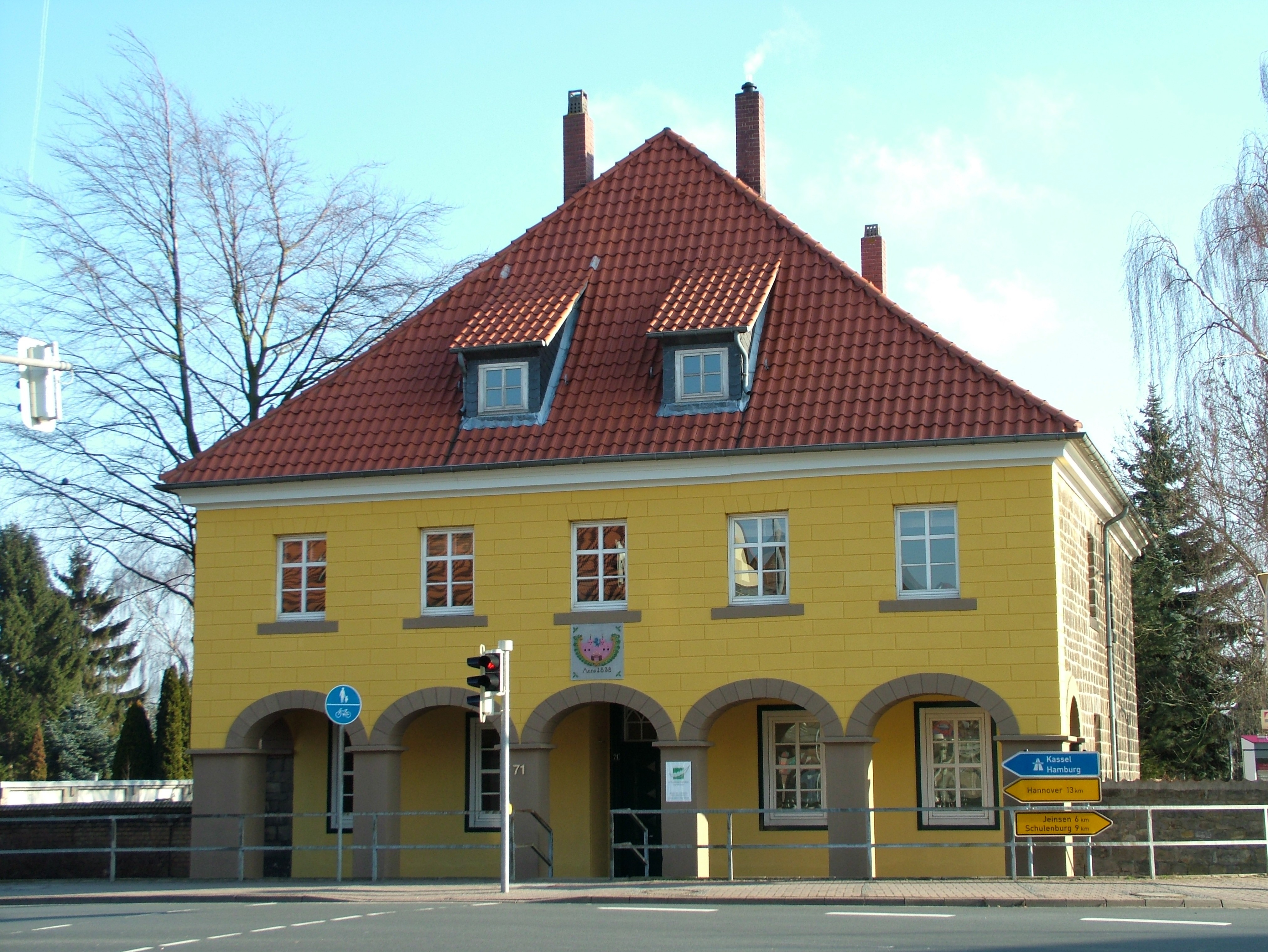
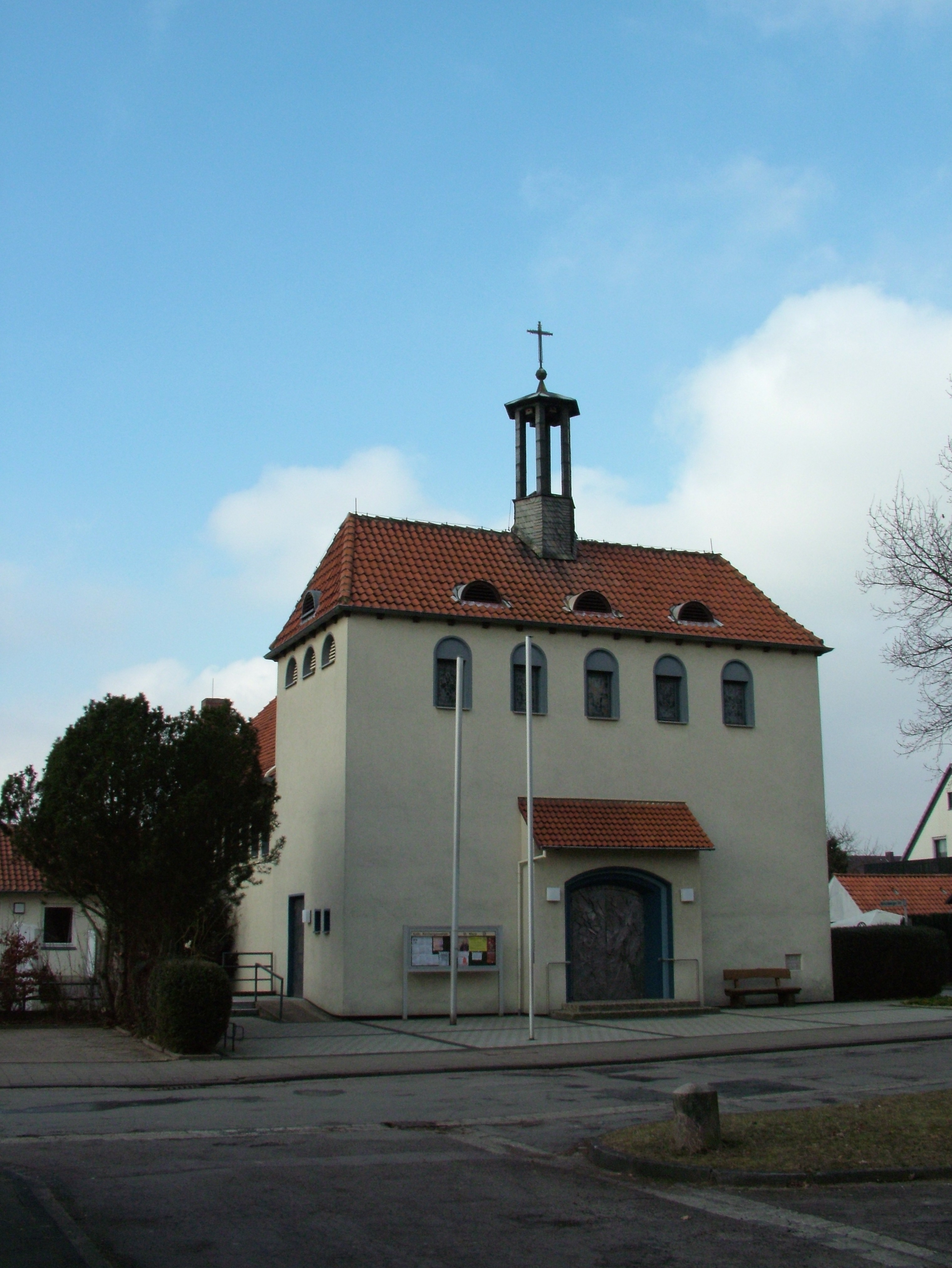